# Ineczka szaroskrzydła
Ineczka szaroskrzydła (Incaspiza ortizi) – gatunek małego ptaka z rodziny tanagrowatych (Thraupidae), występujący w zachodniej części Ameryki Południowej – jest endemitem Andów w północno-zachodnim Peru. W Czerwonej księdze gatunków zagrożonych IUCN klasyfikowany jest jako gatunek najmniejszej troski (LC, Least Concern).

## Systematyka
Pierwszego naukowego opisu gatunku dokonał amerykański przyrodnik John Todd Zimmer w 1952 roku, nadając mu nazwę Incaspiza ortizi. Opis ukazał się na łamach czasopisma „Journal of the Washington Academy of Sciences”. Jako miejsce typowe autor wskazał okolice La Esperanza w regionie Cajamarca w Peru. Takson ten był niekiedy łączony w jeden gatunek z ineczką wspaniałą (Incaspiza pulchra) i ineczką maskową (Incaspiza personata), ale badania genetyczne wykazały znaczące różnice między nimi i są one obecnie traktowane jako osobne gatunki. Nie wyróżnia się podgatunków.

### Etymologia
- Incaspiza: Inkowie, rdzenni mieszkańcy Peru w czasie hiszpańskiej konkwisty; greckie σπιζα spiza – „zięba” < σπιζω spizō – „ćwierkać”[12].
- ortizi: nazwą upamiętniony został tragicznie zmarły w 1952 roku peruwiański ornitolog Javier Ortíz de la Puente Denegri (1928–1952)[13].

## Morfologia
Niewielki ptak o smukłym, szpiczastym i lekko zaokrąglonym jasnożółtym dziobie. Nogi pomarańczowo-żółte. Tęczówki ciemnokasztanowe. Samce: głowa w kolorze szarym, z lekkim brązowawym przebarwieniem na tyle korony i karku. Podgardle i przestrzeń pomiędzy dziobem a okiem czarne. Szyja i pierś szare. Dolna część brzucha szarobiaława, boki szarawe. Pokrywy skrzydeł szare z lekkim brązowym odcieniem, grzbiet i kuper szare. Ogon czarniawy z białawymi zewnętrznymi krawędziami sterówek. Występuje niewielki dymorfizm płciowy. Samica ma środek brzucha mniej biały niż samiec oraz obszary na głowie mniej czarne niż samiec. Młode osobniki są bardziej matowo ubarwione niż dorosłe, nie mają czarnych elementów na głowie, dziób i nogi matowożółte.
Długość ciała 16,5 cm, masa ciała 29–38 g.

## Zasięg występowania
Ineczka szaroskrzydła występuje na stokach Andów w północno-zachodnim Peru – w północno-wschodniej części regionu Piura, w centrum regionu Cajamarca oraz w północno-wschodniej części La Libertad. Jest gatunkiem osiadłym. Jego zasięg występowania według szacunków organizacji BirdLife International obejmuje tylko około 14,5 tys. km². Stwierdzono go jedynie na kilku stanowiskach, ale możliwe, że jego zasięg występowania jest większy, niż się obecnie uważa.

## Ekologia
Jego głównym habitatem są zarośla pustynne ze szczególnym upodobaniem do gęstych zarośli na suchych zboczach Andów z występującymi tam dużymi okazami kaktusów. W prowincji Huancabamba (region Piura) spotykany jest na skalistych szczytach z zaroślami akacji, kaktusów i bromelii o wysokości do 1,5 m. Spotykany jest także na siedliskach zdegradowanych poprzez wyręb lasu i wypas bydła. Występuje na wysokościach 1800–2600 m n.p.m. Długość pokolenia jest określana na 3,8 roku. Żywi się nasionami i inną materią roślinną; zjada także owady i ich gąsienice. Żeruje samotnie lub w parach, głównie na ziemi lub nisko nad nią.

### Rozmnażanie
Niewiele wiadomo o rozrodzie tego gatunku. Pisklęta i podloty obserwowano pomiędzy czerwcem a wrześniem, a sezon lęgowy najprawdopodobniej rozpoczyna się w maju.

## Status i ochrona
W Czerwonej księdze gatunków zagrożonych IUCN ineczka szaroskrzydła od 2017 roku jest klasyfikowana jako gatunek najmniejszej troski (LC, Least Concern), wcześniej miała status gatunku narażonego (VU, Vulnerable). Liczebność populacji jest szacowana na 2500–9999 dorosłych osobników. Trend populacji oceniany jest jako prawdopodobnie stabilny.